# 平鹿郡
- 令制国一覧 > 東山道 > 羽後国 > 平鹿郡
- 日本 > 東北地方 > 秋田県 > 平鹿郡

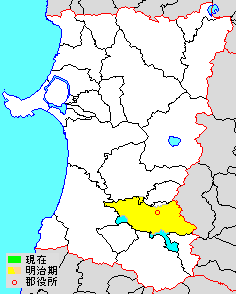
秋田県平鹿郡の位置（黄：明治期 水色:他郡から編入された地域）

平鹿郡（ひらかぐん）は、秋田県（出羽国・羽後国）にあった郡。

## 郡域
1878年（明治11年）に行政区画として発足した当時の郡域は、以下の区域にあたる。
- 横手市の大部分（金沢・金沢本町・金沢中野・安本・雄物川町大沢・増田町荻袋・増田町狙半内・増田町吉野・増田町湯野沢・増田町熊淵・増田町戸波・増田町三又を除く）
- 大仙市の一部（角間川町）

## 歴史
倭名類聚抄 (934年頃成立)以前に設置された郡郷は、山川郷、大井郷、邑知郷、山本郷、塔甲郷、御舩郷、鎰刀郷、餘戸郷の8郷である。中世は出羽国上浦郡に所属。
郡名である「平鹿」の由来は、アイヌ語で「崖の上」を意味する「ピルカ（比留迦）」が訛ったものであるとされる。ただ、山腹の傾斜地や坂を意味する「ヒラ」に、処を表す「カ」（スミカ、アリカなど）と日本語で解釈することもできる。

### 近代以降の沿革
- 幕末時点では出羽国に所属し、全域が久保田藩領であった。「旧高旧領取調帳」に記載されている明治初年時点に存在した村は以下の通り。（1町114村）

横手町、横手前郷村、明永野村、関根村、見入野新田村、三原村、杉沢村、安田村、大沢村、大屋新町村、大屋寺内村、婦気大堤村、赤坂村、八幡村、三本柳村、上八丁村、杉目村、静町村、上境村、土淵村、平野沢村、南郷村、三ツ又村、黒沢村、小松川村、大松川村、丹波村、筏村、猪岡村、赤川村、下八丁村、下境村、角間川村、板井田村、松田村、袴形村、十日町村、門ノ目村、百万刈村、黒川村、猿田村、阿気村、田村、八柏村、桜森村、七日市村、清水町新田村、塚堀村、根田谷地村、八沢木村、上溝村、大森村、二井山村、薄井村、大塚村、宮田村、平柳村、小出村、西野村、谷地新田村、常野村、沼館村、今宿村、造山村、柏木村、道地村、南形村、深井村、東里村、西石塚村、下河原村、矢神村、浅舞村、砂子田村、樽見内村、下鍋倉村、中吉田村、下吉田村、東石塚村、植田村、越前村、海蔵院村、志摩新田村、別明村、下堀村、真木村、源太左馬村、木下村、今泉村、深間内村、客殿薊谷地村、上吉田村、醍醐村、梨木羽場村、石成村、馬鞍村、新藤柳田村、外目村、下樋口村、上樋口村、増田村、新関村、新古内村、古内村、十文字新田村、腕越村、仁井田村、明沢村、亀田村、縫殿村、八木村、上鍋倉村、与作村、住吉荒田目村、十五野新田村
- 明治元年12月7日（1869年1月19日） - 出羽国が分割され、本郡は羽後国の所属となる。
- 明治4年
  - 1月13日（1871年3月3日） - 久保田藩が改称して秋田藩となる。
  - 7月14日（1871年8月19日） - 廃藩置県により藩領が秋田県となる。
  - 11月2日（1871年12月13日） - 第1次府県統合により秋田県の管轄となる。
- 明治7年（1874年） - 黒川村が仙北郡二本柳村を合併。
- 明治8年（1875年）（1町113村）
  - 由利郡羽広村より坂部村が分村し、本郡の所属となる。
  - 新関村・新古内村・古内村が合併して佐賀会村となる。
- 明治9年（1876年） - 下記の町村の統合が行われる。（1町91村）
  - 睦成村 ← 明永野村、関根村、三原村
  - 田根森村 ← 田村、桜森村、根田谷地村、下吉田村［枝郷狐塚村］
  - 会塚村 ← 大塚村、西石塚村
  - 鼎村 ← 海蔵院村、与作村、住吉荒田目村
  - 睦合村 ← 別明村、下堀村、真木村、源太左馬村［枝郷左馬村］、今泉村
  - 上吉田間内村 ← 深間内村、上吉田村
  - 客殿薊谷地村の一部（客殿）が中吉田村、残部（薊谷地）が下樋口村にそれぞれ合併。
  - 見入野新田村が杉沢村に、丹波村が大松川村に、松田村が板井田村に、門ノ目村が角間川村に、七日市村が下吉田村に、平柳村が宮田村に、小出村が薄井村に、下河原村が沼館村に、東石塚村が中吉田村に、志摩新田村が植田村にそれぞれ合併。
- 明治10年（1877年） - 縫殿村の一部（枝郷五輪羽場村）が三ツ又村、残部（本郷）が増田村にそれぞれ合併。（1町90村）
- 明治11年（1878年）12月23日 - 郡区町村編制法の秋田県での施行により行政区画としての平鹿郡が発足。郡役所を横手根岸下町に設置。

### 町村制施行後の沿革

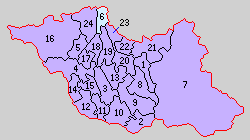
1.横手町 2.増田村 3.浅舞村 4.沼館村 5.大森村 6.角間川村 7.山内村 8.栄村 9.醍醐村 10.十文字村 11.植田村 12.睦合村 13.吉田村 14.福地村 15.里見村 16.八沢木村 17.館合村 18.阿気村 19.田根森村 20.旭村 21.朝倉村 22.境町村 23.黒川村 24.川西村
（紫：横手市 水色：大仙市）

- 明治22年（1889年）4月1日 - 町村制の施行により以下の村が発足。特記以外は全域が現・横手市。（1町23村）
  - 横手町 ← 横手31町[4]、横手前郷村
  - 増田村 ← 増田村、亀田村、八木村
  - 浅舞村 ← 浅舞村、下鍋倉村
  - 沼館村 ← 沼館村、今宿村、二井山村、矢神村、会塚村
  - 大森村（単独村制）
  - 角間川村（単独村制、現・大仙市）
  - 山内村 ← 大沢村、土淵村、平野沢村、大松川村、小松川村、黒沢村、筏村、南郷村、三ツ又村
  - 栄村 ← 新藤柳田村、大屋寺内村、大屋新町村、外目村、婦気大堤村、安田村
  - 醍醐村 ← 醍醐村、石成村、馬鞍村、明沢村、上樋口村、下樋口村
  - 十文字村 ← 十文字新田村、梨木羽場村、腕越村、佐賀会村、仁井田村、十五野新田村、上鍋倉村、鼎村
  - 植田村 ← 植田村、越前村、木下村、源太左馬村
  - 睦合村 ← 睦合村、谷地新田村
  - 吉田村 ← 上吉田間内村、中吉田村、下吉田村
  - 福地村 ← 柏木村、道地村、西野村、常野村、深井村、南形村
  - 里見村 ← 東里村、樽見内村、砂子田村、造山村
  - 八沢木村 ← 八沢木村、上溝村、坂部村、猿田村
  - 館合村 ← 薄井村、宮田村
  - 阿気村（単独村制）
  - 田根森村 ← 田根森村、八柏村
  - 旭村 ← 赤坂村、三本柳村、赤川村、猪岡村、清水町新田村、塚堀村
  - 朝倉村 ← 睦成村、静町村、杉目村、杉沢村、八幡村
  - 境町村 ← 上境村、下境村、上八丁村、下八丁村
  - 黒川村 ← 黒川村、百万刈村
  - 川西村 ← 板井田村、袴形村、十日町村
- 明治24年（1891年）4月1日 - 郡制を施行。
- 明治25年（1892年） - 十文字村の一部（十五野新田・上鍋倉・鼎）が分立して三重村が発足。（1町24村）
- 明治28年（1895年）
  - 1月9日 - 増田村が町制施行して増田町となる。（2町23村）
  - 8月30日 - 浅舞村が町制施行して浅舞町となる。（3町22村）
- 明治29年（1896年）7月16日 - 角間川村が町制施行して角間川町となる。（4町21村）
- 明治34年（1901年）7月23日（6町19村）
  - 沼館村が町制施行して沼館町となる。
  - 大森村が町制施行して大森町となる。
- 大正11年（1922年）10月1日 - 十文字村が町制施行して十文字町となる。（7町18村）
- 大正12年（1923年）4月1日 - 郡会が廃止。郡役所は存続。
- 大正15年（1926年）7月1日 - 郡役所が廃止。以降は地域区分名称となる。
- 昭和8年（1933年）4月15日 - 朝倉村が横手町に編入。（7町17村）
- 昭和26年（1951年）4月1日 - 横手町が栄村・旭村を編入のうえ市制施行して横手市となり、郡より離脱。（6町15村）
- 昭和29年（1954年）10月1日 - 十文字町・三重村が合併し、改めて十文字町が発足。（6町14村）
- 昭和30年（1955年）
  - 4月1日（5町6村）
    - 十文字町・植田村・睦合村が合併し、改めて十文字町が発足。
    - 阿気村・田根森村が合併して大雄村が発足。
    - 沼館町・福地村・里見村が雄勝郡明治村の一部（大沢）と合併して雄物川町が発足。
    - 大森町・八沢木村が合併し、改めて大森町が発足。
    - 境町村・黒川村が横手市に編入。
    - 増田町が雄勝郡西成瀬村が合併し、改めて増田町が発足。
    - 角間川町が大曲市（現・大仙市）に編入。

  - 10月10日 - 館合村の一部（薄井および宮田の一部）が雄物川町、残部（宮田の一部）が大雄村に分割編入。（5町5村）
- 昭和31年（1956年）
  - 1月25日 - 川西村が大森町に編入。（5町4村）
  - 9月20日 - 浅舞町・吉田村が合併して平鹿町が発足。（5町3村）
- 昭和32年（1957年）4月1日 - 醍醐村が平鹿町に編入。（5町2村）
- 昭和34年（1959年）11月1日 - 山内村の一部（大沢の大部分）が横手市に編入。
- 平成17年（2005年）10月1日 - 増田町・平鹿町・雄物川町・大森町・十文字町・山内村・大雄村が横手市と合併し、改めて横手市が発足。同日平鹿郡消滅。

### 変遷表
| 明治以前             | 明治以前           | 明治7年 - 明治10年   | 明治22年 4月1日 町村制施行 | 明治22年 - 昭和19年           | 昭和20年 - 昭和64年                         | 平成元年 - 現在        | 現在   |
| -------------------- | ------------------ | -------------------- | -------------------------- | ----------------------------- | ------------------------------------------- | ---------------------- | ------ |
| 横手31町             | 横手31町           | 横手31町             | 横手町                     | 横手町                        | 昭和26年4月1日 市制 横手市                  | 平成17年10月1日 横手市 | 横手市 |
| 横手前郷村           | 横手前郷村         | 横手前郷村           | 横手町                     | 横手町                        | 昭和26年4月1日 市制 横手市                  | 平成17年10月1日 横手市 | 横手市 |
| 明永野村             | 明永野村           | 明治9年 睦成村       | 朝倉村                     | 昭和8年4月15日 横手町に編入   | 昭和26年4月1日 市制 横手市                  | 平成17年10月1日 横手市 | 横手市 |
| 関根村               |                    | 明治9年 睦成村       | 朝倉村                     | 昭和8年4月15日 横手町に編入   | 昭和26年4月1日 市制 横手市                  | 平成17年10月1日 横手市 | 横手市 |
| 三原村               |                    | 明治9年 睦成村       | 朝倉村                     | 昭和8年4月15日 横手町に編入   | 昭和26年4月1日 市制 横手市                  | 平成17年10月1日 横手市 | 横手市 |
| 静町村               | 静町村             | 静町村               | 朝倉村                     | 昭和8年4月15日 横手町に編入   | 昭和26年4月1日 市制 横手市                  | 平成17年10月1日 横手市 | 横手市 |
| 杉目村               | 杉目村             | 杉目村               | 朝倉村                     | 昭和8年4月15日 横手町に編入   | 昭和26年4月1日 市制 横手市                  | 平成17年10月1日 横手市 | 横手市 |
| 杉沢村               | 杉沢村             | 明治9年 杉沢村       | 朝倉村                     | 昭和8年4月15日 横手町に編入   | 昭和26年4月1日 市制 横手市                  | 平成17年10月1日 横手市 | 横手市 |
| 見入野新田村         |                    | 明治9年 杉沢村       | 朝倉村                     | 昭和8年4月15日 横手町に編入   | 昭和26年4月1日 市制 横手市                  | 平成17年10月1日 横手市 | 横手市 |
| 八幡村               | 八幡村             | 八幡村               | 朝倉村                     | 昭和8年4月15日 横手町に編入   | 昭和26年4月1日 市制 横手市                  | 平成17年10月1日 横手市 | 横手市 |
| 新藤柳田村           | 新藤柳田村         | 新藤柳田村           | 栄村                       | 栄村                          | 昭和26年4月1日 横手町に編入 即日市制 横手市 | 平成17年10月1日 横手市 | 横手市 |
| 大屋寺内村           | 大屋寺内村         | 大屋寺内村           | 栄村                       | 栄村                          | 昭和26年4月1日 横手町に編入 即日市制 横手市 | 平成17年10月1日 横手市 | 横手市 |
| 大屋新町村           | 大屋新町村         | 大屋新町村           | 栄村                       | 栄村                          | 昭和26年4月1日 横手町に編入 即日市制 横手市 | 平成17年10月1日 横手市 | 横手市 |
| 外目村               | 外目村             | 外目村               | 栄村                       | 栄村                          | 昭和26年4月1日 横手町に編入 即日市制 横手市 | 平成17年10月1日 横手市 | 横手市 |
| 婦気大堤村           | 婦気大堤村         | 婦気大堤村           | 栄村                       | 栄村                          | 昭和26年4月1日 横手町に編入 即日市制 横手市 | 平成17年10月1日 横手市 | 横手市 |
| 安田村               | 安田村             | 安田村               | 栄村                       | 栄村                          | 昭和26年4月1日 横手町に編入 即日市制 横手市 | 平成17年10月1日 横手市 | 横手市 |
| 赤坂村               | 赤坂村             | 赤坂村               | 旭村                       | 旭村                          | 昭和26年4月1日 横手町に編入 即日市制 横手市 | 平成17年10月1日 横手市 | 横手市 |
| 三本柳村             | 三本柳村           | 三本柳村             | 旭村                       | 旭村                          | 昭和26年4月1日 横手町に編入 即日市制 横手市 | 平成17年10月1日 横手市 | 横手市 |
| 赤川村               | 赤川村             | 赤川村               | 旭村                       | 旭村                          | 昭和26年4月1日 横手町に編入 即日市制 横手市 | 平成17年10月1日 横手市 | 横手市 |
| 猪岡村               | 猪岡村             | 猪岡村               | 旭村                       | 旭村                          | 昭和26年4月1日 横手町に編入 即日市制 横手市 | 平成17年10月1日 横手市 | 横手市 |
| 清水町新田村         | 清水町新田村       | 清水町新田村         | 旭村                       | 旭村                          | 昭和26年4月1日 横手町に編入 即日市制 横手市 | 平成17年10月1日 横手市 | 横手市 |
| 塚堀村               | 塚堀村             | 塚堀村               | 旭村                       | 旭村                          | 昭和26年4月1日 横手町に編入 即日市制 横手市 | 平成17年10月1日 横手市 | 横手市 |
| 上境村               | 上境村             | 上境村               | 境町村                     | 境町村                        | 昭和30年4月1日 横手市に編入                 | 平成17年10月1日 横手市 | 横手市 |
| 下境村               | 下境村             | 下境村               | 境町村                     | 境町村                        | 昭和30年4月1日 横手市に編入                 | 平成17年10月1日 横手市 | 横手市 |
| 上八丁村             | 上八丁村           | 上八丁村             | 境町村                     | 境町村                        | 昭和30年4月1日 横手市に編入                 | 平成17年10月1日 横手市 | 横手市 |
| 下八丁村             | 下八丁村           | 下八丁村             | 境町村                     | 境町村                        | 昭和30年4月1日 横手市に編入                 | 平成17年10月1日 横手市 | 横手市 |
| 黒川村               | 黒川村             | 明治7年 黒川村       | 黒川村                     | 黒川村                        | 昭和30年4月1日 横手市に編入                 | 平成17年10月1日 横手市 | 横手市 |
| 仙北郡二本柳村の一部 |                    | 明治7年 黒川村       | 黒川村                     | 黒川村                        | 昭和30年4月1日 横手市に編入                 | 平成17年10月1日 横手市 | 横手市 |
| 百万刈村             | 百万刈村           | 百万刈村             | 黒川村                     | 黒川村                        | 昭和30年4月1日 横手市に編入                 | 平成17年10月1日 横手市 | 横手市 |
| 大沢村               | （大部分）         | 大沢村               | 山内村                     | 山内村                        | 昭和34年11月1日 横手市に編入                | 平成17年10月1日 横手市 | 横手市 |
| 大沢村               | （ごく一部）       | 大沢村               | 山内村                     | 山内村                        | 山内村                                      | 平成17年10月1日 横手市 | 横手市 |
| 土淵村               | 土淵村             | 土淵村               | 山内村                     | 山内村                        | 山内村                                      | 平成17年10月1日 横手市 | 横手市 |
| 平野沢村             | 平野沢村           | 平野沢村             | 山内村                     | 山内村                        | 山内村                                      | 平成17年10月1日 横手市 | 横手市 |
| 大松川村             | 大松川村           | 明治9年 大松川村     | 山内村                     | 山内村                        | 山内村                                      | 平成17年10月1日 横手市 | 横手市 |
| 丹波村               |                    | 明治9年 大松川村     | 山内村                     | 山内村                        | 山内村                                      | 平成17年10月1日 横手市 | 横手市 |
| 小松川村             | 小松川村           | 小松川村             | 山内村                     | 山内村                        | 山内村                                      | 平成17年10月1日 横手市 | 横手市 |
| 黒沢村               | 黒沢村             | 黒沢村               | 山内村                     | 山内村                        | 山内村                                      | 平成17年10月1日 横手市 | 横手市 |
| 筏村                 | 筏村               | 筏村                 | 山内村                     | 山内村                        | 山内村                                      | 平成17年10月1日 横手市 | 横手市 |
| 南郷村               | 南郷村             | 南郷村               | 山内村                     | 山内村                        | 山内村                                      | 平成17年10月1日 横手市 | 横手市 |
| 三ツ又村             | 三ツ又村           | 明治10年 三ツ又村    | 山内村                     | 山内村                        | 山内村                                      | 平成17年10月1日 横手市 | 横手市 |
| 縫殿村               | （枝郷五輪羽場村） | 明治10年 三ツ又村    | 山内村                     | 山内村                        | 山内村                                      | 平成17年10月1日 横手市 | 横手市 |
| 縫殿村               | （本郷）           | 明治10年 増田村      | 増田村                     | 明治28年1月9日 町制 増田町    | 昭和30年4月1日 増田町                       | 平成17年10月1日 横手市 | 横手市 |
| 増田村               |                    | 明治10年 増田村      | 増田村                     | 明治28年1月9日 町制 増田町    | 昭和30年4月1日 増田町                       | 平成17年10月1日 横手市 | 横手市 |
| 亀田村               | 亀田村             | 亀田村               | 増田村                     | 明治28年1月9日 町制 増田町    | 昭和30年4月1日 増田町                       | 平成17年10月1日 横手市 | 横手市 |
| 八木村               | 八木村             | 八木村               | 増田村                     | 明治28年1月9日 町制 増田町    | 昭和30年4月1日 増田町                       | 平成17年10月1日 横手市 | 横手市 |
| 雄勝郡荻袋村         | 雄勝郡荻袋村       | 雄勝郡荻袋村         | 雄勝郡 西成瀬村            | 雄勝郡 西成瀬村               | 昭和30年4月1日 増田町                       | 平成17年10月1日 横手市 | 横手市 |
| 雄勝郡狙半内村       | 雄勝郡狙半内村     | 雄勝郡狙半内村       | 雄勝郡 西成瀬村            | 雄勝郡 西成瀬村               | 昭和30年4月1日 増田町                       | 平成17年10月1日 横手市 | 横手市 |
| 雄勝郡吉野村         | 雄勝郡吉野村       | 雄勝郡吉野村         | 雄勝郡 西成瀬村            | 雄勝郡 西成瀬村               | 昭和30年4月1日 増田町                       | 平成17年10月1日 横手市 | 横手市 |
| 雄勝郡湯ノ沢村       | 雄勝郡湯ノ沢村     | 雄勝郡湯ノ沢村       | 雄勝郡 西成瀬村            | 雄勝郡 西成瀬村               | 昭和30年4月1日 増田町                       | 平成17年10月1日 横手市 | 横手市 |
| 雄勝郡熊淵村         | 雄勝郡熊淵村       | 雄勝郡熊淵村         | 雄勝郡 西成瀬村            | 雄勝郡 西成瀬村               | 昭和30年4月1日 増田町                       | 平成17年10月1日 横手市 | 横手市 |
| 雄勝郡大沢村         | 雄勝郡大沢村       | 雄勝郡大沢村         | 雄勝郡 明治村 の一部       | 雄勝郡 明治村 の一部          | 昭和30年4月1日 雄物川町                     | 平成17年10月1日 横手市 | 横手市 |
| 沼館村               | 沼館村             | 明治9年 沼館村       | 沼館村                     | 明治34年7月23日 町制 沼館町   | 昭和30年4月1日 雄物川町                     | 平成17年10月1日 横手市 | 横手市 |
| 下河原村             |                    | 明治9年 沼館村       | 沼館村                     | 明治34年7月23日 町制 沼館町   | 昭和30年4月1日 雄物川町                     | 平成17年10月1日 横手市 | 横手市 |
| 今宿村               | 今宿村             | 今宿村               | 沼館村                     | 明治34年7月23日 町制 沼館町   | 昭和30年4月1日 雄物川町                     | 平成17年10月1日 横手市 | 横手市 |
| 二井山村             | 二井山村           | 二井山村             | 沼館村                     | 明治34年7月23日 町制 沼館町   | 昭和30年4月1日 雄物川町                     | 平成17年10月1日 横手市 | 横手市 |
| 矢神村               | 矢神村             | 矢神村               | 沼館村                     | 明治34年7月23日 町制 沼館町   | 昭和30年4月1日 雄物川町                     | 平成17年10月1日 横手市 | 横手市 |
| 大塚村               | 大塚村             | 明治9年 会塚村       | 沼館村                     | 明治34年7月23日 町制 沼館町   | 昭和30年4月1日 雄物川町                     | 平成17年10月1日 横手市 | 横手市 |
| 西石塚村             |                    | 明治9年 会塚村       | 沼館村                     | 明治34年7月23日 町制 沼館町   | 昭和30年4月1日 雄物川町                     | 平成17年10月1日 横手市 | 横手市 |
| 柏木村               | 柏木村             | 柏木村               | 福地村                     | 福地村                        | 昭和30年4月1日 雄物川町                     | 平成17年10月1日 横手市 | 横手市 |
| 道地村               | 道地村             | 道地村               | 福地村                     | 福地村                        | 昭和30年4月1日 雄物川町                     | 平成17年10月1日 横手市 | 横手市 |
| 西野村               | 西野村             | 西野村               | 福地村                     | 福地村                        | 昭和30年4月1日 雄物川町                     | 平成17年10月1日 横手市 | 横手市 |
| 常野村               | 常野村             | 常野村               | 福地村                     | 福地村                        | 昭和30年4月1日 雄物川町                     | 平成17年10月1日 横手市 | 横手市 |
| 深井村               | 深井村             | 深井村               | 福地村                     | 福地村                        | 昭和30年4月1日 雄物川町                     | 平成17年10月1日 横手市 | 横手市 |
| 南形村               | 南形村             | 南形村               | 福地村                     | 福地村                        | 昭和30年4月1日 雄物川町                     | 平成17年10月1日 横手市 | 横手市 |
| 東里村               | 東里村             | 東里村               | 里見村                     | 里見村                        | 昭和30年4月1日 雄物川町                     | 平成17年10月1日 横手市 | 横手市 |
| 樽見内村             | 樽見内村           | 樽見内村             | 里見村                     | 里見村                        | 昭和30年4月1日 雄物川町                     | 平成17年10月1日 横手市 | 横手市 |
| 砂子田村             | 砂子田村           | 砂子田村             | 里見村                     | 里見村                        | 昭和30年4月1日 雄物川町                     | 平成17年10月1日 横手市 | 横手市 |
| 造山村               | 造山村             | 造山村               | 里見村                     | 里見村                        | 昭和30年4月1日 雄物川町                     | 平成17年10月1日 横手市 | 横手市 |
| 薄井村               | 薄井村             | 明治9年 薄井村       | 館合村                     | 館合村                        | 昭和30年10月10日 雄物川町に編入             | 平成17年10月1日 横手市 | 横手市 |
| 小出村               |                    | 明治9年 薄井村       | 館合村                     | 館合村                        | 昭和30年10月10日 雄物川町に編入             | 平成17年10月1日 横手市 | 横手市 |
| 宮田村               | （一部）           | 明治9年 宮田村       | 館合村                     | 館合村                        | 昭和30年10月10日 雄物川町に編入             | 平成17年10月1日 横手市 | 横手市 |
| 宮田村               | （一部）           | 明治9年 宮田村       | 館合村                     | 館合村                        | 昭和30年10月10日 大雄村に編入               | 平成17年10月1日 横手市 | 横手市 |
| 平柳村               |                    | 明治9年 宮田村       | 館合村                     | 館合村                        | 昭和30年10月10日 大雄村に編入               | 平成17年10月1日 横手市 | 横手市 |
| 阿気村               | 阿気村             | 阿気村               | 阿気村                     | 阿気村                        | 昭和30年4月1日 大雄村                       | 平成17年10月1日 横手市 | 横手市 |
| 八柏村               | 八柏村             | 八柏村               | 田根森村                   | 田根森村                      | 昭和30年4月1日 大雄村                       | 平成17年10月1日 横手市 | 横手市 |
| 田村                 | 田村               | 明治9年 田根森村     | 田根森村                   | 田根森村                      | 昭和30年4月1日 大雄村                       | 平成17年10月1日 横手市 | 横手市 |
| 桜森村               |                    | 明治9年 田根森村     | 田根森村                   | 田根森村                      | 昭和30年4月1日 大雄村                       | 平成17年10月1日 横手市 | 横手市 |
| 根田谷地村           |                    | 明治9年 田根森村     | 田根森村                   | 田根森村                      | 昭和30年4月1日 大雄村                       | 平成17年10月1日 横手市 | 横手市 |
| 下吉田村             | （枝郷狐塚村）     | 明治9年 田根森村     | 田根森村                   | 田根森村                      | 昭和30年4月1日 大雄村                       | 平成17年10月1日 横手市 | 横手市 |
| 下吉田村             |                    | 明治9年 下吉田村     | 吉田村                     | 吉田村                        | 昭和31年9月20日 平鹿町                      | 平成17年10月1日 横手市 | 横手市 |
| 七日市村             |                    | 明治9年 下吉田村     | 吉田村                     | 吉田村                        | 昭和31年9月20日 平鹿町                      | 平成17年10月1日 横手市 | 横手市 |
| 浅舞村               | 浅舞村             | 浅舞村               | 浅舞村                     | 明治28年8月30日 町制 浅舞町   | 昭和31年9月20日 平鹿町                      | 平成17年10月1日 横手市 | 横手市 |
| 下鍋倉村             | 下鍋倉村           | 下鍋倉村             | 浅舞村                     | 明治28年8月30日 町制 浅舞町   | 昭和31年9月20日 平鹿町                      | 平成17年10月1日 横手市 | 横手市 |
| 深間内村             | 深間内村           | 明治9年 上吉田間内村 | 吉田村                     | 吉田村                        | 昭和31年9月20日 平鹿町                      | 平成17年10月1日 横手市 | 横手市 |
| 上吉田村             |                    | 明治9年 上吉田間内村 | 吉田村                     | 吉田村                        | 昭和31年9月20日 平鹿町                      | 平成17年10月1日 横手市 | 横手市 |
| 中吉田村             | 中吉田村           | 明治9年 中吉田村     | 吉田村                     | 吉田村                        | 昭和31年9月20日 平鹿町                      | 平成17年10月1日 横手市 | 横手市 |
| 東石塚村             |                    | 明治9年 中吉田村     | 吉田村                     | 吉田村                        | 昭和31年9月20日 平鹿町                      | 平成17年10月1日 横手市 | 横手市 |
| 客殿薊谷地村         | （客殿）           | 明治9年 中吉田村     | 吉田村                     | 吉田村                        | 昭和31年9月20日 平鹿町                      | 平成17年10月1日 横手市 | 横手市 |
| 客殿薊谷地村         | （薊谷地）         | 明治9年 下樋口村     | 醍醐村                     | 醍醐村                        | 昭和32年4月1日 平鹿町に編入                 | 平成17年10月1日 横手市 | 横手市 |
| 下樋口村             |                    | 明治9年 下樋口村     | 醍醐村                     | 醍醐村                        | 昭和32年4月1日 平鹿町に編入                 | 平成17年10月1日 横手市 | 横手市 |
| 醍醐村               | 醍醐村             | 醍醐村               | 醍醐村                     | 醍醐村                        | 昭和32年4月1日 平鹿町に編入                 | 平成17年10月1日 横手市 | 横手市 |
| 石成村               | 石成村             | 石成村               | 醍醐村                     | 醍醐村                        | 昭和32年4月1日 平鹿町に編入                 | 平成17年10月1日 横手市 | 横手市 |
| 馬鞍村               | 馬鞍村             | 馬鞍村               | 醍醐村                     | 醍醐村                        | 昭和32年4月1日 平鹿町に編入                 | 平成17年10月1日 横手市 | 横手市 |
| 明沢村               | 明沢村             | 明沢村               | 醍醐村                     | 醍醐村                        | 昭和32年4月1日 平鹿町に編入                 | 平成17年10月1日 横手市 | 横手市 |
| 上樋口村             | 上樋口村           | 上樋口村             | 醍醐村                     | 醍醐村                        | 昭和32年4月1日 平鹿町に編入                 | 平成17年10月1日 横手市 | 横手市 |
| 十文字新田村         | 十文字新田村       | 十文字新田村         | 十文字村                   | 大正11年10月1日 町制 十文字町 | 昭和29年10月1日 十文字町                    | 平成17年10月1日 横手市 | 横手市 |
| 梨木羽場村           | 梨木羽場村         | 梨木羽場村           | 十文字村                   | 大正11年10月1日 町制 十文字町 | 昭和29年10月1日 十文字町                    | 平成17年10月1日 横手市 | 横手市 |
| 腕越村               | 腕越村             | 腕越村               | 十文字村                   | 大正11年10月1日 町制 十文字町 | 昭和29年10月1日 十文字町                    | 平成17年10月1日 横手市 | 横手市 |
| 新関村               | 新関村             | 明治8年 佐賀会村     | 十文字村                   | 大正11年10月1日 町制 十文字町 | 昭和29年10月1日 十文字町                    | 平成17年10月1日 横手市 | 横手市 |
| 新古内村             |                    | 明治8年 佐賀会村     | 十文字村                   | 大正11年10月1日 町制 十文字町 | 昭和29年10月1日 十文字町                    | 平成17年10月1日 横手市 | 横手市 |
| 古内村               |                    | 明治8年 佐賀会村     | 十文字村                   | 大正11年10月1日 町制 十文字町 | 昭和29年10月1日 十文字町                    | 平成17年10月1日 横手市 | 横手市 |
| 仁井田村             | 仁井田村           | 仁井田村             | 十文字村                   | 大正11年10月1日 町制 十文字町 | 昭和29年10月1日 十文字町                    | 平成17年10月1日 横手市 | 横手市 |
| 十五野新田村         | 十五野新田村       | 十五野新田村         | 十文字村                   | 明治25年 三重村               | 昭和29年10月1日 十文字町                    | 平成17年10月1日 横手市 | 横手市 |
| 上鍋倉村             | 上鍋倉村           | 上鍋倉村             | 十文字村                   | 明治25年 三重村               | 昭和29年10月1日 十文字町                    | 平成17年10月1日 横手市 | 横手市 |
| 海蔵院村             | 海蔵院村           | 明治9年 鼎村         | 十文字村                   | 明治25年 三重村               | 昭和29年10月1日 十文字町                    | 平成17年10月1日 横手市 | 横手市 |
| 与作村               |                    | 明治9年 鼎村         | 十文字村                   | 明治25年 三重村               | 昭和29年10月1日 十文字町                    | 平成17年10月1日 横手市 | 横手市 |
| 住吉荒田目村         |                    | 明治9年 鼎村         | 十文字村                   | 明治25年 三重村               | 昭和29年10月1日 十文字町                    | 平成17年10月1日 横手市 | 横手市 |
| 植田村               | 植田村             | 明治9年 植田村       | 植田村                     | 植田村                        | 昭和30年4月1日 十文字町に編入               | 平成17年10月1日 横手市 | 横手市 |
| 志摩新田村           |                    | 明治9年 植田村       | 植田村                     | 植田村                        | 昭和30年4月1日 十文字町に編入               | 平成17年10月1日 横手市 | 横手市 |
| 越前村               | 越前村             | 越前村               | 植田村                     | 植田村                        | 昭和30年4月1日 十文字町に編入               | 平成17年10月1日 横手市 | 横手市 |
| 木下村               | 木下村             | 木下村               | 植田村                     | 植田村                        | 昭和30年4月1日 十文字町に編入               | 平成17年10月1日 横手市 | 横手市 |
| 源太左馬村           |                    | 源太左馬村           | 植田村                     | 植田村                        | 昭和30年4月1日 十文字町に編入               | 平成17年10月1日 横手市 | 横手市 |
| 源太左馬村           | （枝郷左馬村）     | 明治9年 睦合村       | 睦合村                     | 睦合村                        | 昭和30年4月1日 十文字町に編入               | 平成17年10月1日 横手市 | 横手市 |
| 別明村               |                    | 明治9年 睦合村       | 睦合村                     | 睦合村                        | 昭和30年4月1日 十文字町に編入               | 平成17年10月1日 横手市 | 横手市 |
| 下堀村               |                    | 明治9年 睦合村       | 睦合村                     | 睦合村                        | 昭和30年4月1日 十文字町に編入               | 平成17年10月1日 横手市 | 横手市 |
| 真木村               |                    | 明治9年 睦合村       | 睦合村                     | 睦合村                        | 昭和30年4月1日 十文字町に編入               | 平成17年10月1日 横手市 | 横手市 |
| 今泉村               |                    | 明治9年 睦合村       | 睦合村                     | 睦合村                        | 昭和30年4月1日 十文字町に編入               | 平成17年10月1日 横手市 | 横手市 |
| 谷地新田村           |                    | 明治9年 睦合村       | 睦合村                     | 睦合村                        | 昭和30年4月1日 十文字町に編入               | 平成17年10月1日 横手市 | 横手市 |
| 大森村               | 大森村             | 大森村               | 大森村                     | 明治34年7月23日 町制 大森町   | 昭和30年4月1日 大森町                       | 平成17年10月1日 横手市 | 横手市 |
| 八沢木村             | 八沢木村           | 八沢木村             | 八沢木村                   | 八沢木村                      | 昭和30年4月1日 大森町                       | 平成17年10月1日 横手市 | 横手市 |
| 上溝村               | 上溝村             | 上溝村               | 八沢木村                   | 八沢木村                      | 昭和30年4月1日 大森町                       | 平成17年10月1日 横手市 | 横手市 |
| 由利郡羽広村の一部   | 由利郡羽広村の一部 | 明治8年 分立 坂部村  | 八沢木村                   | 八沢木村                      | 昭和30年4月1日 大森町                       | 平成17年10月1日 横手市 | 横手市 |
| 猿田村               | 猿田村             | 猿田村               | 八沢木村                   | 八沢木村                      | 昭和30年4月1日 大森町                       | 平成17年10月1日 横手市 | 横手市 |
| 板井田村             | 板井田村           | 明治9年 板井田村     | 川西村                     | 川西村                        | 昭和31年1月25日 大森町に編入                | 平成17年10月1日 横手市 | 横手市 |
| 松田村               |                    | 明治9年 板井田村     | 川西村                     | 川西村                        | 昭和31年1月25日 大森町に編入                | 平成17年10月1日 横手市 | 横手市 |
| 袴形村               | 袴形村             | 袴形村               | 川西村                     | 川西村                        | 昭和31年1月25日 大森町に編入                | 平成17年10月1日 横手市 | 横手市 |
| 十日町村             | 十日町村           | 十日町村             | 川西村                     | 川西村                        | 昭和31年1月25日 大森町に編入                | 平成17年10月1日 横手市 | 横手市 |
| 角間川村             | 角間川村           | 明治9年 角間川村     | 角間川村                   | 明治29年7月16日 町制 角間川町 | 昭和30年4月1日 大曲市に編入                 | 平成17年3月22日 大仙市 | 大仙市 |
| 門ノ目村             |                    | 明治9年 角間川村     | 角間川村                   | 明治29年7月16日 町制 角間川町 | 昭和30年4月1日 大曲市に編入                 | 平成17年3月22日 大仙市 | 大仙市 |

## 行政
歴代郡長
| 代 | 氏名 | 就任年月日                 | 退任年月日                | 備考                   |
| -- | ---- | -------------------------- | ------------------------- | ---------------------- |
| 1  |      | 明治11年（1878年）12月23日 |                           |                        |
|    |      |                            | 大正15年（1926年）6月30日 | 郡役所廃止により、廃官 |